# Schaghticoke (Village, New York)
Schaghticoke ist ein Village im Rensselaer County, New York in den USA. Bei der Volkszählung 2010 hatte die Ortschaft 592 Einwohner.
Das Village of Schaghticoke liegt in der Town of Schaghticoke in der Nähe der östlichen Grenze der Town, jedoch westlich des Village of Valley Falls.

## Geschichte
Das Village, das früher den Namen Hart’s Falls trug und unter diesem Namen 1867 inkorporiert wurde, wurde 1881 unter dem heutigen Namen neugegründet.

## Geographie
Schaghticokes geographische Koordinaten lauten 42° 54′ N, 73° 35′ W (42,899551, −73,586128).
Schaghticoke liegt am Hoosic River. Die New York State Route 40 führt als Main Street in Nord-Süd-Richtung durch die Ortschaft. Wo diese den Fluss überquert, befindet sich ein Staudamm, der den Fluss zur Stromgewinnung aufstaut.
Nach den Angaben des United States Census Bureaus hat das Village eine Gesamtfläche von 2,3 km², wovon 1,9 km² auf Land und 0,4 km² (= 18,89 %) auf Gewässer entfallen.

## Demographie
Zum Zeitpunkt des United States Census 2000 wohnten in Schaghticoke 676 Personen. Die Bevölkerungsdichte betrug 352,7 Personen pro km². Es gab 284 Wohneinheiten, durchschnittlich 148,2 pro km². Die Bevölkerung Schaghticokes bestand zu 96,30 % aus Weißen, 1,48 % Schwarzen oder African American, 0,59 % Native American, 0,59 % Asian, 0 % Pacific Islander, 0 % gaben an, anderen Rassen anzugehören und 1,04 % nannten zwei oder mehr Rassen. 0,59 % der Bevölkerung erklärten, Hispanos oder Latinos jeglicher Rasse zu sein.
Die Bewohner Schaghticokes verteilten sich auf 270 Haushalte, von denen in 34,4 % Kinder unter 18 Jahren lebten. 50,4 % der Haushalte stellten Verheiratete, 11,9 % hatten einen weiblichen Haushaltsvorstand ohne Ehemann und 32,6 % bildeten keine Familien. 25,9 % der Haushalte bestanden aus Einzelpersonen und in 10,4 % aller Haushalte lebte jemand im Alter von 65 Jahren oder mehr alleine. Die durchschnittliche Haushaltsgröße betrug 2,50 und die durchschnittliche Familiengröße 3,03 Personen.
Die Bevölkerung verteilte sich auf 26,2 % Minderjährige, 9,5 % 18–24-Jährige, 32,0 % 25–44-Jährige, 20,6 % 45–64-Jährige und 11,8 % im Alter von 65 Jahren oder mehr. Der Median des Alters betrug 36 Jahre. Auf jeweils 100 Frauen entfielen 96,5 Männer. Bei den über 18-Jährigen entfielen auf 100 Frauen 96,5 Männer.
Das mittlere Haushaltseinkommen in Schaghticoke betrug 37.417 US-Dollar und das mittlere Familieneinkommen erreichte die Höhe von 44.432 US-Dollar. Das Durchschnittseinkommen der Männer betrug 36.510 US-Dollar, gegenüber 26.667 US-Dollar bei den Frauen. Das Pro-Kopf-Einkommen belief sich auf 17.734 US-Dollar. 8,3 % der Bevölkerung und 7,4 % der Familien hatten ein Einkommen unterhalb der Armutsgrenze, davon waren 8,6 % der Minderjährigen und 12,5 % der Altersgruppe 65 Jahre und mehr betroffen.